# Вашку Курдейру
Вашку Ілідіу Алвеш Курдейру (порт. Vasco Ilídio Alves Cordeiro; нар. 28 березня 1973, Ковоада, Азорські острови) — португальський політик, член Соціалістичної партії з Азорських островів, президент автономного регіону Азорські острови з 6 листопада 2012 року по 24 листопада 2020 року.
Виходець із фермерської сім'ї, Вашку Кордейру вивчав право в університетах Коїмбри та Лісабона, а потім повернувся на Азорські острови для юридичної практики. З 1996 року він є членом регіонального парламенту Азорських островів, а з 2003 року — членом регіонального уряду. Після перемоги Партії соціалістів, яка отримала 31 з 57 місць на регіональних виборах 2012 року на Азорських островах, він був президентом автономного регіону Азорські острови з 6 листопада 2012 року.
Одружений з Паулою Крістіною Курдейру з 2008 року, у них двоє дітей.